# 尤塔區
尤塔區（西班牙語：Distrito de Lluta），是秘魯的一個區，位於該國南部阿雷基帕大區的卡伊尤馬省，面積1,226.46平方公里，海拔高度3,000米，2005年人口1,859，人口密度每平方公里1.5人。